# Lucy van Dael
Lucy van Dael (* 1946) ist eine niederländische Violinistin.

## Leben und Wirken
Bereits in Lucy van Daels Familie spielte Musik eine dominierende Rolle. Ihr Großvater war Pianist und Organist mit einer Vorliebe für die Musik von Gustav Mahler. Ihre Eltern gaben ihr im frühen Kindesalter Klavierunterricht. Doch ihre Liebe galt der frühen Kammermusik und der Violine, welche sie in Konzerten gehört hatte. Sie studierte am Königlichen Konservatorium in Den Haag. Bei ihrer Abschlussprüfung spielte sie die moderneren Werke auf einer üblichen Violine, aber die geforderte Solosonate von Johann Sebastian Bach auf einer Barockvioline. Nach dieser Prüfung äußerte ein prominentes Jurymitglied: „Schade, dass Sie den Pfad der Barockinterpretation weiterverfolgen, sie sind ein zu großes Talent.“
In den frühen sechziger Jahren wurde sie das jüngste Mitglied des neu gegründeten „Niederländischen Kammerorchesters“ unter Szymon Goldberg. Nach eineinhalb Jahren suchte ihr Orchesterkollege, der Cellist Jaap ter Linden mit dem Cembalisten und Organisten Ton Koopman einen Geiger. Es war die Geburtsstunde des Ensembles „Musica da camera“. Auch erhielt sie Einladungen, mit dem Ehepaar Gustav Leonhardt (Cembalo) und Marie Leonhardt zu musizieren, letztere verfügte bereits über große Erfahrung in der Historischen Aufführungspraxis auf der Barockvioline.
Weitere Meilensteine waren die Bekanntschaft mit Sigiswald Kuijken und seinen Brüdern Barthold Kuijken und Wieland Kuijken sowie mit Frans Brüggen, mit dem sie das Orchester des 18. Jahrhunderts gründete, dessen Konzertmeisterin sie achtzehn Jahre lang war.
Van Dael unterrichtete am Königlichen Konservatorium in Den Haag und bis 2011 am Sweelinck-Konservatorium in Amsterdam. Sie war Gastdozentin in Stanford, Berkeley, Tokio und Sapporo, Basel, Melbourne, Oslo, Hamburg, London und Jakarta.
Zahlreiche Einspielungen begleiten ihre lange Laufbahn. Dazu gehören die Aufnahmen der Sonaten für Violine solo von Johann Sebastian Bach und der Sonaten von Marco Uccellini mit Bob van Asperen (Cembalo) sowie je eine Aufnahme mit italienischen und englischen Sonaten mit dem Ensemble „Bell'Arte Antiqua“.
Van Dael war verheiratet mit Anner Bylsma.